# Język tocharski A
Język tocharski A – wymarły język należący do grupy tocharskiej języków indoeuropejskich.
Używany we wschodniej części Kotliny Kaszgarskiej. Znany z odnalezionych tekstów buddyjskich, pochodzących z ok. VII wieku n.e. Pod względem fonologicznym należy do języków kentum.
Tocharski A był przez pewien czas uważany za język wyłącznie pisany, liturgiczny. Pod wpływem prac Pinaulta i Malzahn z 2007 roku obecnie uznaje się, że był również żywym językiem mówionym.